# Iglesia del Espíritu Santo (Fuenteheridos)
La Parroquia del Espíritu Santo es un templo católico ubicado en la localidad de Fuenteheridos.

## Historia
La zona más antigua conservada es la cabecera y el antepresbiterio, que muestran características propias de finales del siglo XVI.
En 1768, Pedro de Silva dictamina la necesidad de reconstruir la nave y reparar el resto del edificio. En esta remodelación se levantaron las tres portadas existentes.

## Descripción
La iglesia presenta al exterior una diferencia de altura entre la cabecera y la nave causada por la reconstrucción del siglo XVIII. En esta se dotó al edificio de un lenguaje que preludia el Neoclasicismo, visible en las portadas. La de los pies presenta una puerta adintelada escoltada por pilastras y coronada por frontón y óculo.
En los testeros de su única nave presenta retablos y tallas de interés. En el lado del Evangelio hay que destacar el retablo de las Ánimas, el grupo escultórico de la Santísima Trinidad y la imagen de San José, todo de finales del siglo XVIII.
En el muro de la Epístola está el retablo de la Virgen de la Fuente, decorado con estípites y del segundo tercio del siglo XVIII. La hornacina central es ocupada por la Virgen de la Fuente, patrona del pueblo, atribuida al círculo de Jerónimo Hernández. En las calles laterales, San Joaquín y Santa Ana con la Virgen Niña, imágenes de la segunda mitad del siglo XVIII. El retablo de San Antonio es del último cuarto de este siglo y muestra un estilo a caballo entre el rococó y el neoclásico.
A los pies de esta nave se abre la capilla bautismal. La preside la Virgen de los Dolores, titular de la extinta orden tercera servita. La imagen, de hacia 1800, preside un retablo jaspeado de la misma época. Completan la capilla una imagen del Señor atado a la columna del siglo XIX y un exvoto de la dolorosa pintado en 1816. Junto a su entrada hay una pila de mármol blanco con una inscripción alusiva al misterio de la Encarnación.
En la placita que se sitúa junto a la portada principal hay un pequeño humilladero de finales del siglo XVIII. Fue reconstruido en 1938 y alberga un retablo cerámico de la Santísima Trinidad de Mensaque Rodríguez.

## Galería de imágenes
|            |
| Campanario |

|                |
| Vista interior |

|                                            |
| Grupo escultórico de la Santísima Trinidad |

|                     |
| Virgen de la Fuente |

|                                      |
| Humilladero de la Santísima Trinidad |